# Michael Rose
Michael Rose, född 11 juli 1957 i Kingston, är en jamaicansk reggaeartist. Han är en av frontfigurerna bland den andra generation av reggaeartister som följde i kölvattnet på Bob Marleys, Peter Tosh och Jimmy Cliffs internationella framgångar. Välsignad med en kraftfull röst uppträdde han som 16-åring tillsammans med de grupper som underhöll turister på Jamaicas nordkust. I samband med att han vann en talangtävling 1975 upptäckte reggaeproducenten Niney the Observer honom och tog honom till inspelningsstudion. När singeln "Guess Who's Coming To Dinner – Natty Dreadlocks!" släpptes hade Rose blivit rastafari-troende.     
År 1979 kom Michael Rose att ingå i den mest kända konstellation av reggaebandet Black Uhuru, med Puma Jones, Michael Rose och Duckie Simpson som sångare, och Sly Dunbar och Robbie Shakespeare på trummor och bas. Black Uhuru släppte åtta album och turnerade ofta utanför Jamaica, och var i början av 1980-talet ett av de mest kända reggaebanden i världen. De turnerade ofta tillsammans med europeiska band som The Police, The Clash eller Rolling Stones.  Kända låtar är "Sinsemilla", "Happiness", "Youth of Eglington", "Sponji Reggae", "Chill Out" och "Anthem".  Gruppen belönades 1985 med en grammy när detta pris även började delas ut även för årets reggaeinspelning. Gruppen upplöstes 1985 då Michael Rose lämnade bandet för en solokarriär och Puma Jones fick cancer.
Michael Roses solokarriär har resulterat i ett 30-tal album med i reggaekretsar kända låtar som "I love King Selassie", "Short Temper", "Black Maria", "Dance Wicked", "Plastic Smile", "Ganja Bonanza", "Solidarity" och "Babylon 9/11".

## Diskografi

### Soloalbum
- 1990 – Proud
- 1992 – Bonanza (utgiven i Japan)
- 1994 –  King Of General
- 1995 – Rising Star
- 1995 – Michael Rose
- 1995 – Voice of the Ghetto
- 1996 – Nuh Carbon
- 1996 – Big Sound Frontline
- 1996 – Be Yourself
- 1997 – Selassie I Showcase
- 1997 – Dub Wicked
- 1997 – Dance Wicked
- 1998 – Party In Session: Live
- 1999 – X Uhuru
- 1999 – Bonanza (inte lik den japanska Bonanza från 1992)
- 2001 – Never Give It Up
- 2002 – Live At Maritime Hall
- 2002 – Fire Fire Burning
- 2004 – Babylon 9/11 - Tip of the Iceberg
- 2004 – Happiness: The Best Of Michael Rose
- 2005 – African Roots
- 2005 – Babylon A Fight
- 2005 – African Dub
- 2007 – The Saga
- 2007 – Warrior Dub
- 2007 – Passion Of Life
- 2007 – Warrior
- 2008 – Dub Expectations
- 2008 – Great Expectations

### Album med Black Uhuru
- 1979 – Showcase
- 1980 – Sinsemilla
- 1980 – Black Uhuru
- 1981 – Red
- 1982 – Chill Out
- 1983 – Anthem
- 1983 – Guess Who's Coming to Dinner
- 1985 – Reggae Greats (samlingsalbum)

## Priser
- Grammy för bästa reggaeinspelning 1984 vanns av Black Uhurus album Anthem.[1] 1985 var också det år då Grammys för reggae började delas ut.[1] Black Uhuru bestod av Sly Dunbar, Puma Jones, Michael Rose, Robbie Shakespeare, Duckie Simpson